# Shin Yung-kyoo
Shin Yung-kyoo ((신영규?, 申英奎?); 30 marzo 1942 – 18 marzo 1996) è stato un calciatore nordcoreano, di ruolo difensore.

## Carriera
Rappresentò la sua nazione ai mondiali di Inghilterra del 1966. Giocò anche per il Moranbong Sports Club.